# Marc Dubugnon
Marc Dubugnon, né à Aubonne le 24 mai 1946, est un musicien, organiste et enseignant vaudois.

## Biographie
Marc Dubugnon commence le piano à l'âge de six ans puis, à l'âge de douze ans, lorsque ses pieds touchent le pédalier, il passe à l'orgue. Il obtient sa virtuosité d'orgue dans la classe de Georges Cramer au Conservatoire de Lausanne et obtiendra une maturité fédérale latin-anglais plus tard au gymnase du soir de Lausanne. Il reçoit plusieurs prix et distinctions (prix Baroni, diverses médailles au Conservatoire de Musique de Genève, trois prix d'étude à Berne, trois années de suite, décernés par l'Association des musiciens suisses et la Fondation Kiefer-Hablitzel...) qui l'encouragent à poursuivre sa professionnalisation. Il se perfectionne enfin auprès de Pierre Segond, Anton Heiller, Luigi-Ferdinando Tagliavini, René Saorgin et est diplômé de l'Académie de Haarlem (Pays-Bas) et de l'Académie de Pistoie (Italie). 
Il est nommé à l'âge de dix-sept ans organiste du temple d'Aubonne. En 1976, il succède à François Demierre à l'orgue du temple Saint-Martin de Vevey. La qualité de cet orgue néo-classique, « instrument exceptionnel, l'un des meilleurs de Suisse romande, idéal pour la musique symphonique française » le séduit. Il y reste durant trente-deux ans, jusqu'à l'âge de la retraite. Il quitte ce poste en 2008, laissant la place à Daniel Chappuis (organiste né en 1973).
En parallèle, Marc Dubugnon fonde, en 1976, la Société des concerts de Saint-Martin, pour institutionnaliser la tradition de récitals d'orgue lancée par ses prédécesseurs, François Demierre, qui a tenu les orgues du temple de 1919 à 1975 et, avant lui, Henri Plumhof et Édouard Bopp, ancien élève de César Franck au Conservatoire de Paris. La Société organise une demi-douzaine de concerts chaque année, autour de l'orgue mais faisant également appel à des solistes vocaux et instrumentaux. Marc Dubugnon a enregistré une dizaine de disques, essentiellement aux grandes orgues de Saint-Martin à Vevey, parmi lesquels figurent Sept toccatas et deux chorals de sept compositeurs différents, réunissant Girolamo Frescobaldi, Johann Pachelbel, Johann-Sebastian Bach, Charles-Marie Widor, Eugène Gigout, Léon Boellmann et César Franck (Aethon, 1988), ainsi que l'intégrale des dix symphonies pour orgue de Charles-Marie Widor (Aethon 1997-2018) et l'intégrale des six symphonies pour orgue de Louis Vierne (Aethon, 2002 et 2003). La plupart de ses disques sont enregistrés par le label Aethon qu'il fonde dès les années 1980, pour mettre en valeur tous les registres de l'orgue. Il enregistre également, pour le label Gallo, un disque consacré aux Noëls anciens de Léon Roques (Gallo, 1994). Enfin, Marc Dubugnon a compté, parmi ses élèves, des personnalités, comme le compositeur François Margot.
Marc Dubugnon, retraité, vit aujourd'hui à Jongny, près de Vevey, et en été dans un mayen du Val d’Hérens, en Valais, jadis occupé par la famille De Ribaupierre.

## Sources
- « Marc Dubugnon », sur la base de données des personnalités vaudoises sur la plateforme « Patrinum » de la Bibliothèque cantonale et universitaire de Lausanne.
- Dubugnon, Marc, Sept toccatas et deux chorals, Aethon, 1988, cote BCUL: DCR 9564
- Dubugnon, Marc, Vierne, Louis, Symphonies pour orgue 3 et 4, Aethon, 2003, cote BCUL: DCR 6980
- Delessert, Raphaël, "Après trente-deux ans, l'organiste range ses partitions", 24 Heures, 2008/02/09, p. 22
- Dubois, B., "Le titulaire a l'orgue qui le démange", 24 Heures, 2008/05/23, p. 27
- Charpilloz, "Un deuxième orgue pour l'église Saint-Martin", 24 Heures, 2006/12/09, p. 24
- Grabet, "Derib en vadrouille sur la piste de ses années d'enfance valaisannes", 24 Heures, 2008/09/13, p. 40.